# Айше Тайганська
Айше́ Тайга́нська — кримськотатарська дворянка, акторка, режисерка та драматург, одна з піонерок кримськотатарського театрального мистецтва початку XX століття.

## Творча діяльність
До початку XX століття в кримськотатарському театрі жіночі ролі виконували переважно чоловіки, оскільки акторство вважалося негідною справою для жінки-мусульманки. Айше Тайганська стала однією з перших жінок, яка вийшла на сцену, долаючи суспільні стереотипи.
Вона була не лише акторкою, а й драматургом. У Євпаторії вона поставила власну п'єсу «Той геджеси». П'єси, в яких вона грала головні ролі, — «Ешиль бапмакълар», «Кърым тоюндан бир сахна», «Чингене чалаши» — відображали життя кримських татар початку XX століття. Завдяки своїй акторській та режисерській діяльності, а також педагогічній роботі та збиранню національного фольклору, вона змогла наблизити театр до простого народу.
У 1917 році в Сімферополі була створена жіноча театральна трупа «Ешиль ада», де Айше Тайганська разом з А. Болатуковою виступила в ролі головної режисерки.
Після створення у 1923 році Кримського державного татарського драматичного театру Айше Тайганська увійшла до його першого складу. 15 жовтня 1923 року на перших зборах трупи вона виголосила промову, окресливши виклики, що стояли перед новоствореним театром: відсутність режисера, приміщення та п'єс. 8 лютого 1924 року відбувся її бенефіс, на якому була поставлена її п'єса «Ешиль башмакъ», де вона виконала роль Джихан.
Сучасники називали її «матір'ю кримськотатарського театру». Айше Тайганська померла 15 лютого 1925 року після перенесеної операції. Її колеги по театру в некролозі зазначили, що ніхто з сучасних жінок не зможе замінити її на сцені, висловивши сподівання, що в майбутньому хтось з її учениць зможе досягти її рівня майстерності.